# Leònida Malatesta de Roncofreddo
Leònida Malatesta de Roncofreddo (1598 - Roma, 1639) fou fill de Carlo Felice Malatesta de Roncofreddo. Va heretar els marquesats de Roncofreddo i Montiano i el comtat de Coccorano. Fou senyor de Gaggio i Villalta. Els comtat van tornar a la Cambra apostòlica al morir sense fills mascles el juny del 1639. Del seu matrimoni amb Deianira Coppoli di Montefollonico va deixar tres filles de les quals dues van heretar els marquesats de Roncofreddo i Montiano i les senyories de Villalta i Gaggio: Francesca Isabel·la (morta soltera el 1659) i Margarita Clàudia (morta el 1674, casada amb Rodolf Spada). La tercera filla fou Camil·la Victòria que va morir a Ravenna el 1661, casada amb Antoni Lunardi.